# Polyalthia motleyana
Polyalthia motleyana là loài thực vật có hoa thuộc họ Na. Loài này được (Hook.f.) Airy Shaw miêu tả khoa học đầu tiên năm 1939.